# عقلة (تمرين)

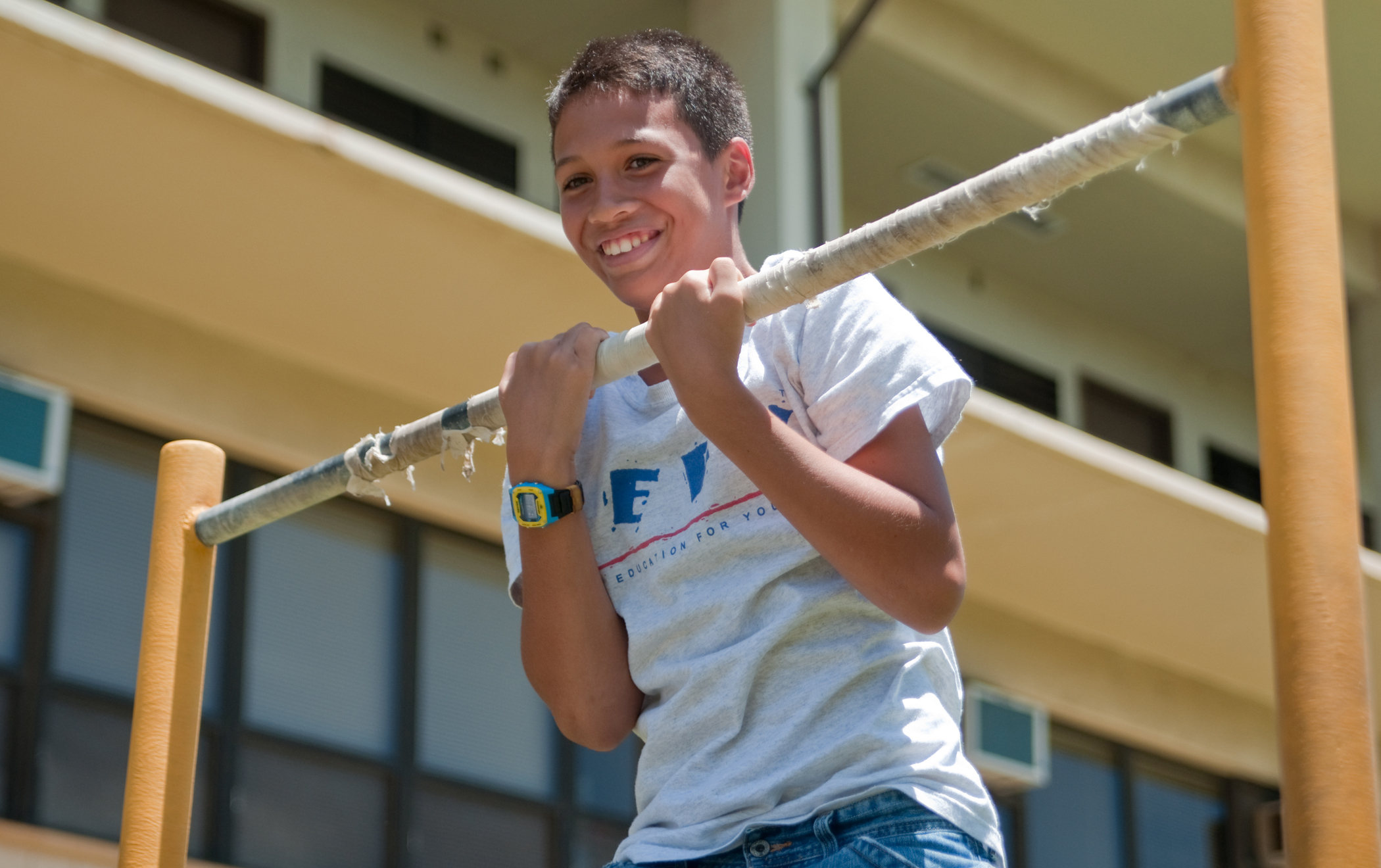
تمرين العقلة.

تمرين العقلة هو واحد من التمارين المشهورة، وصعبة في نفس الوقت، تتميز بالعديد من المنافع بما في ذلك حقيقة أنها تعتمد فقط على وزن الجسم. إن تمرين العقلة يمرن كل عضلة في الجزء العلوي من الجسم. ويجري التمرين بالإمساك بقضيب أو حبل أو طرف جدار وما شاكله وشد الجسم نحوه باليدين ثم النزول بتحكم إلى الوضعية الابتدائية
وهذه بعض البيانات الاساسية لعملية تمرين العقلة:
- المقاومة: وزن الجسم.
- النوع الميكانيكي: مركب.
- نوع القوة: السحب.
- العضلات المستهدفة: الاكتاف، عضلة ظهرية عريضة، الصدر، مقدمة الذراع، العضلة ذات الرأسين العضدية عضلة ثلاثية الرؤوس عضدية.

## الأداء
_ لاتقفز بل ارتفع بقوة عضلات الذراعين إلى اقصى ارتفاع ولا تنزل بسرعة بل بتحكم. نظر إلى الأعلى وليس إلى الأسفل. و هذا فيديو يوضح طريقة الأداء أكثر

## الأنواع
لتمرين العقلة أنواع كثيرة نذكر أشهرها، وهي ثلاثة:
- وهي الأسهل، وتكون اليدان بعرض الكتفين بالإضافة إلى اتجاه القبضة إلى الخلف، وهكذا تعمل العضلة ذات الرأسين أيضا، فيكون الضغط أقل على العضلة الظهرية العريضة

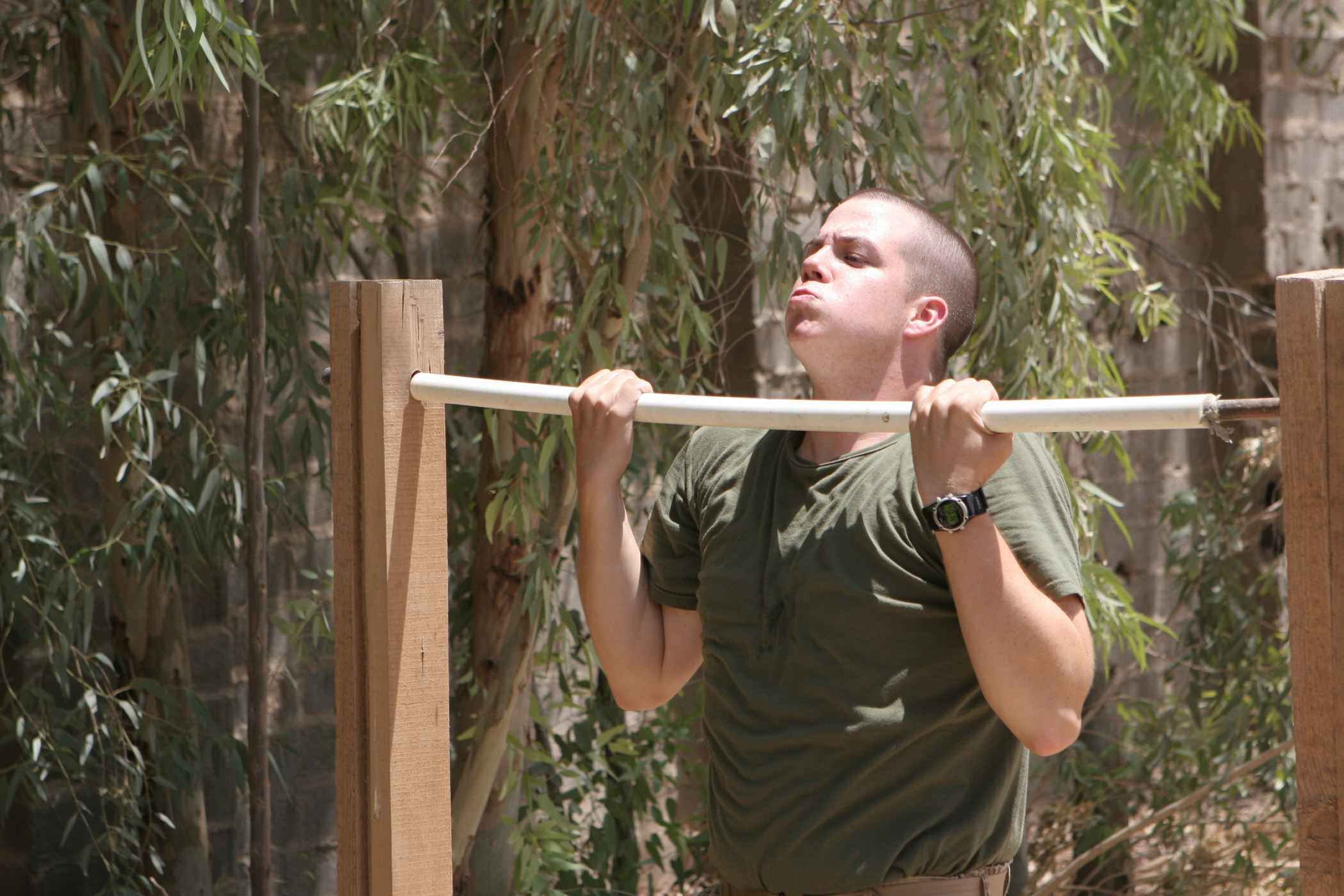

- الفرق بينها وبين الأولى هي اتجاه القبضة (كما نلاحظ في الصورة) وهي أكثر صعوبة منها أيضا

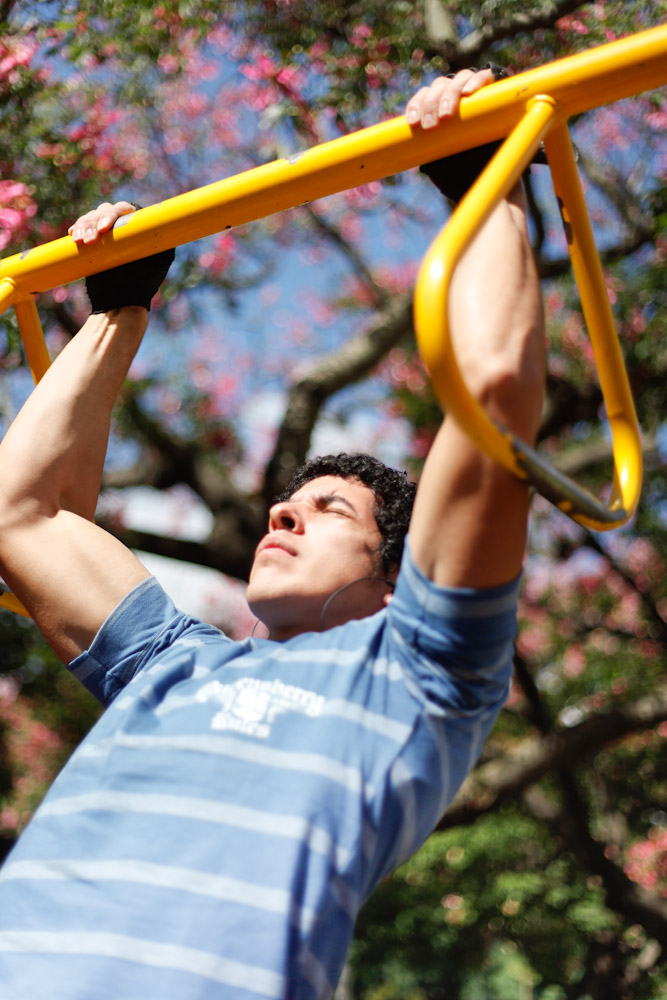

- وهي الأصعب بين الوضعيات الثلاث، وأكثرهم تداولا بين المحترفين، وتكون ذات قبضة أوسع من عرض الكتفين

### أنواع أخرى
تجدون هنا بعض الوضعيات يستعملها فقط المحترفون وهذا لزيادة الصعوبة

تمرين العقلة بزيادة أوزان
تمرين العقلة بيد واحدة

## أرقام قياسية
| نوع التمرين      | العدد             | صاحب الرقم        | الجنسية  | التاريخ        |
| ---------------- | ----------------- | ----------------- | -------- | -------------- |
| خلال 60 ثانية    | 50                | ميكال إكرت        | و.م.أ    | أكتوبر 2015    |
| خلال ساعة        | 1009              | ستيفان هيلاند     | بريطانيا | 2010           |
| دون نزول         | 232 خلال 36 دقيقة | جان كارس          | التشيك   | جوان 2010      |
| دون نزول (امرأة) | 48                | إيرينا رودومتكينا | و.م.أ    | 18 ديسمبر 2014 |